# Acantharchus pomotis
Genre
Espèce
Statut de conservation UICN

 LC  : Préoccupation mineure
Acantharchus pomotis est une espèce de poissons de la famille des Centrarchidae fréquent dans les eaux douces longeant la côte Atlantique d'Amérique du Nord. L'espèce est présente de l'État de New York jusqu'à la Floride.
Acantharchus pomotis préfère les eaux stagnantes envahies par la végétation et dont la température est comprise entre 10 et 22 °C aux eaux boueuses dont les fonds sont jonchés de détritus. Ce poisson occupe des milieux lacustres ainsi que des bras-morts. La taille maximale enregistrée pour cette espèce est de 21 cm.
A. pomotis est actuellement la seule espèce du genre Acantharchus mais Baird l'avait à l'origine classée au sein du genre Centrarchus. Acantharchus vient du grec άκανθα (épine) et άρχος (chef). 